# Aleksander VII
Aleksander VII (łac. Alexander VII, właśc. Fabio Chigi; ur. 13 lutego 1599 w Sienie, zm. 22 maja 1667 w Rzymie) – włoski duchowny katolicki, 237. papież w okresie od 7 kwietnia 1655 do 22 maja 1667.

## Życiorys

### Wczesne życie
Pochodził ze znanego rodu bankierów, podniesionego do godności hrabiowskiej. Jego ojciec, Flavio, był krewnym Pawła V. W dzieciństwie Chigi nie cieszył się dobrym zdrowiem i nauki początkowe pobierał w domu, pod kierunkiem matki Laury Marsigli oraz prywatnych nauczycieli. Na Uniwersytecie w Sienie obronił doktorat filozofii, prawa i teologii (1626). W grudniu tego samego roku udał się do Rzymu i wstąpił do stanu duchownego. Pracował w Kurii Rzymskiej, był referendarzem Trybunału Sygnatury Apostolskiej oraz zastępcą legata w Ferrarze.
W grudniu 1634 przyjął święcenia kapłańskie, a miesiąc później został mianowany biskupem Nardò i inkwizytorem Malty. W czerwcu 1639 udał się z misją nuncjusza apostolskiego do Kolonii, gdzie pozostawał aż do 1651. Odmówił wzięcia udziału w negocjacjach w Westfalii kończących wojnę trzydziestoletnią – argumentował, że nie może układać się w imieniu papieża z protestantami. W 1651 papież Innocenty X mianował go sekretarzem stanu, a 19 lutego 1652 obdarzył godnością kardynalską (z tytułem prezbitera Santa Maria del Popolo). 13 maja 1652 kardynał Chigi został biskupem Imoli. W Kurii Rzymskiej, obok pełnienia funkcji sekretarza stanu, kardynał Chigi był także członkiem Kongregacji Świętego Oficjum, Kongregacji Rozkrzewiania Wiary i Kongregacji Konsystorialnej.

### Wybór na papieża
Konklawe po śmierci Innocentego X trwało prawie trzy miesiące i było miejscem starć kilku frakcji, popieranych przez europejskie monarchie katolickie. Ostatecznie 7 kwietnia 1655 wybrano, mimo zdecydowanego sprzeciwu Francji, kardynała Chigiego, który przyjął imię Aleksandra VII (na cześć XII-wiecznego papieża Aleksandra III). Nowy papież został koronowany 18 kwietnia 1655, a 9 maja odbył uroczysty ingres do bazyliki laterańskiej.

### Pontyfikat
W pierwszych dniach pontyfikatu Aleksander VII jawił się jako zdecydowany przeciwnik powszechnej praktyki nepotyzmu. Jedną z pierwszych decyzji był nakaz opuszczenia Rzymu przez wszechwładną Olimpię Maidalchini, szwagierkę zmarłego papieża Innocentego. Aleksander VII początkowo zabronił krewnym odwiedzać Rzym, ale już po roku, za namową swojego otoczenia z Kurii Rzymskiej, przywrócił panujące uprzednio obyczaje i rozdał rodzinie wiele ważnych, dochodowych stanowisk (m.in. bratanka Flavio mianował kardynałem w 1657).
Polityka zagraniczna papieża stała pod znakiem konfliktu z Francją. Opiekę w Rzymie znalazł kardynał Retz, przeciwnik pierwszego ministra kardynała Mazarina. W odpowiedzi dwór francuski poparł pretensje arystokratycznych rodów włoskich Farnese i d’Este do części terytoriów Państwa Papieskiego, a Mazarin udaremnił plany papieża odegrania roli negocjatora między Francją i Hiszpanią. Śmierć kardynała Mazarina (1661) nie zatrzymała konfliktu. Król Ludwik XIV oskarżył gwardię papieską o zamach na ambasadora Francji i zerwał stosunki dyplomatyczne, a następnie zajął enklawy papieskie (m.in. Awinion) i zagroził najazdem na Państwo Kościelne. Papież został zmuszony do podpisania traktatu w Pizie (1664), w którym uznał wszystkie żądania francuskie, w tym prawo nominacji biskupich we Francji dla króla Ludwika. Papież naraził się także kardynałowi Mazarinowi, popierając kandydaturę Leopolda I, po śmierci cesarza Ferdynanda III.
Poprawnie układały się stosunki dyplomacji papieża Aleksandra z Republiką Wenecką, natomiast doszło do konfliktu z Hiszpanią i Portugalią. Król Jan IV nie zaakceptował nuncjusza, w odpowiedzi papież odmówił nominacji biskupich dla kandydatów królewskich. Król pozostawił w tej sytuacji diecezje bez biskupów, zyski z nich kierując do skarbu państwa. W okresie pontyfikatu Aleksandra VII w Rzymie osiadła, nawrócona na wiarę katolicką w 1665, była królowa Szwecji, Krystyna Waza.
Niepowodzenia dyplomatyczne spowodowały, że Aleksander nie uzyskał prawie żadnego wsparcia finansowego, ani nie utworzył Ligi Katolickiej przeciw Turkom, choć w 1664 udało mu się skłonić Francję (tradycyjną sojuszniczkę Turcji) do wysłania posiłków na pomoc zagrożonej Austrii. Turcy zostali wprawdzie pokonani w tej kampanii, ale nie zostali całkiem wyparci z Europy.
Ważne decyzje papież podjął w sprawach misyjnych. 23 marca 1656 wydał dekret, który zezwolił jezuickim misjonarzom w Chinach na stosowanie w ceremoniach kościelnych niektórych obrzędów lokalnych oraz rezygnacji z łaciny podczas nabożeństw. Decyzja ta została potem zmieniona przez jednego z następców, Klemensa XI (1704). W 1656 Aleksander VII potwierdził potępienie 5 tez jansenistycznych.

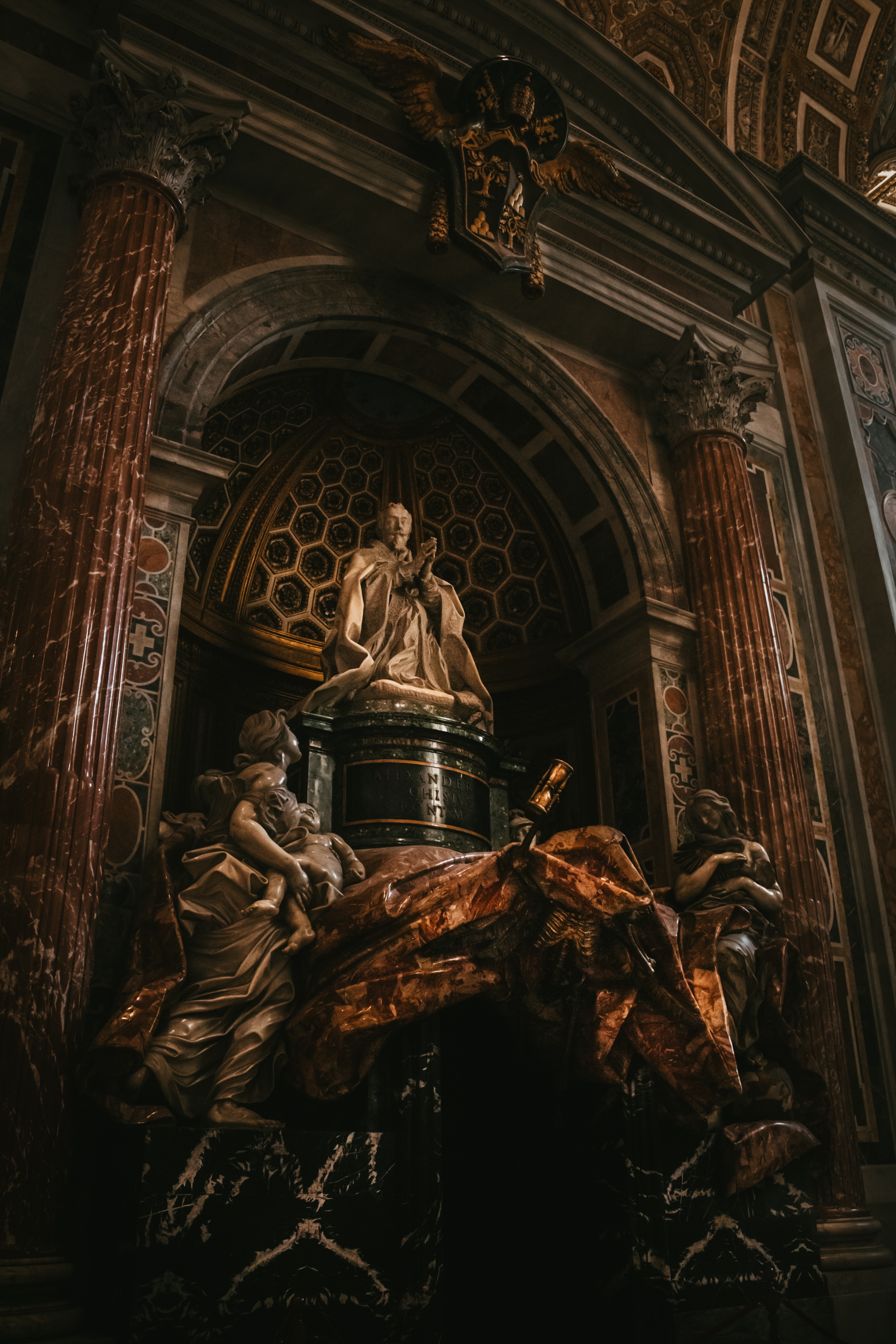
Grób papieża Aleksandra VII w Bazylice Świętego Piotra

Jako opiekun sztuk pięknych papież zlecił architektowi Berniniemu otoczenie placu św. Piotra półkolistą kolumnadą. Bernini zaprojektował także grobowiec papieża w bazylice watykańskiej.
W 1661 beatyfikował, a w 1665 kanonizował Franciszka Salezego.
Kreował 38 kardynałów, na ośmiu konsystorzach.